# Principato di Anhalt-Aschersleben
Il Principato di Anhalt-Aschersleben fu uno stato tedesco, esistente dal 1252 al 1315.

## Storia

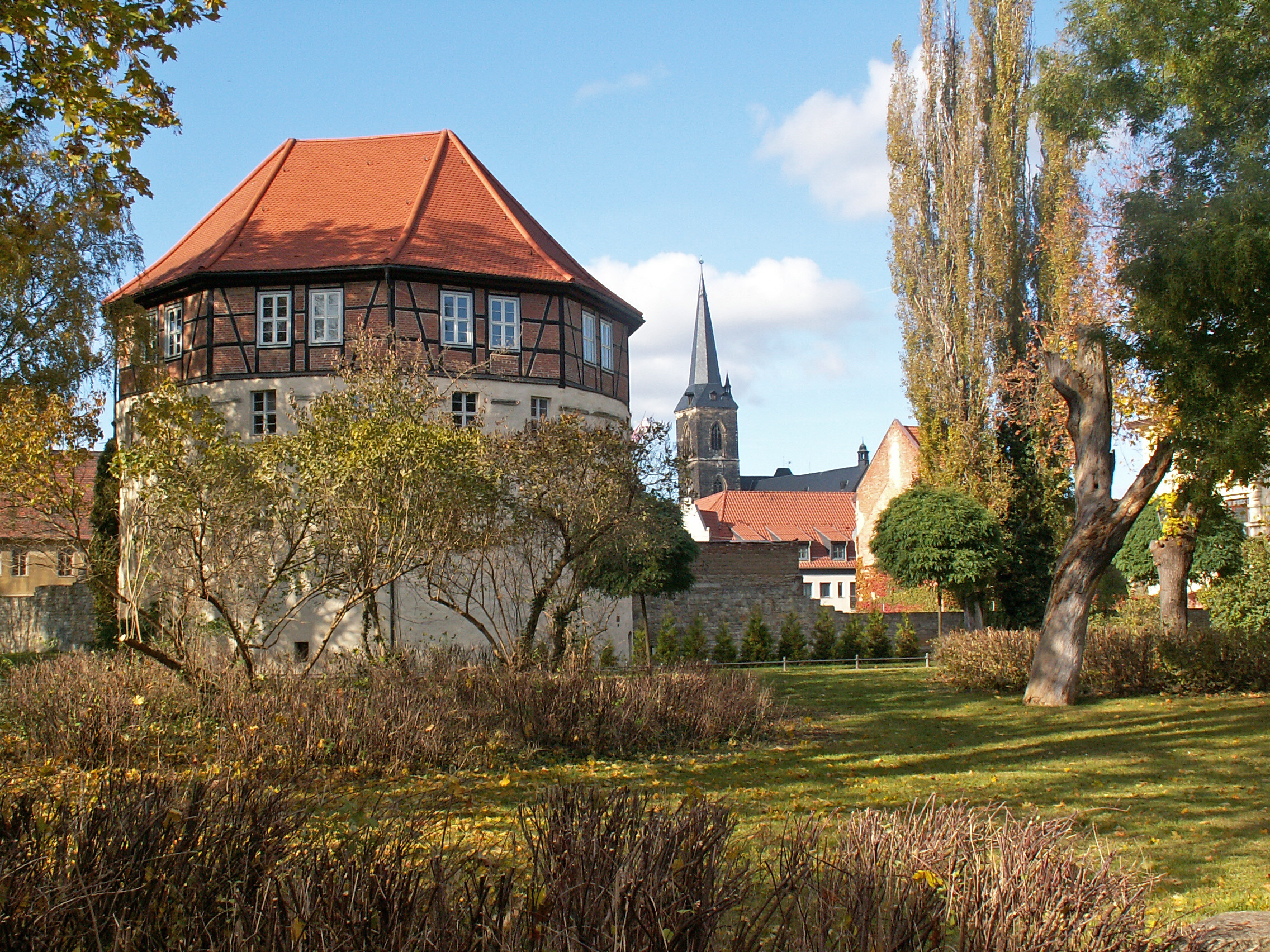
Veduta di Aschersleben.

Il principato venne creato quando il Principato di Anhalt venne suddiviso nei principati di Anhalt-Aschersleben, Anhalt-Bernburg e Anhalt-Zerbst, nel 1252.
Nel 1315, La famiglia regnante nel principato si estinse. Il governo venne quindi trasferito — inclusa la capitale di Aschersleben — al Vescovato di Halberstadt. Successivamente, nel 1648, il Principato vescovile di Halberstadt venne secolarizzato nel Principato di Halberstadt e i suoi possedimenti, inclusi i diritti sull'Anhalt-Aschersleben, furono concessi al Brandeburgo.

## Principi di Anhalt-Aschersleben (1252–1315)
- Enrico II 1252–1267
- Ottone I 1267–1304 con
  - Enrico III 1267–1283
- Ottone II 1304–1315